# Princ William, princ od Walesa
Princ William, princ od Walesa, punim imenom William Arthur Philip Louis (London, 21. lipnja 1982.), britanski kraljević, stariji sin kralja Karla III. i pokojne princeze Diane, te britanski prijestolonasljednik.
Dana 16. studenoga 2010. godine objavljene su njegove zaruke s Catherine Middleton. Vjenčanje se održalo 29. travnja 2011. godine u Westminsterskoj opatiji. 

## Životopis
Rodio se 1982. u St Mary's Hospital u Londonu, a krstio ga je 4. kolovoza iste godine, dr. Robert Runcie, nadbiskup Canterburyja, u Buckinghamskoj palači.
Nakon završetka Mrs. Mynors School, u razdoblju 1987. – 1990. pohađao je Wetherby School u Londonu. Od 1990. do 1995. školovao se u Ludgrove School u Berkshireu, da bi zatim pohađao Eton College gdje je studirao geografiju, biologiju i povijest umjetnosti. Tu je upoznao i svoju suprugu Catherine.
Godine 1997. doživio je osobnu tragediju kada mu je majka poginula u automobilskoj nesreći u Parizu. Princ William, tada petnaestogodišnjak, i mlađi brat, princ Harry hodali su iza majčina lijesa na njenom pogrebu koji se održao 6. rujna 1997. godine u Westminsterskoj opatiji.
Nakon godine odmora, tijekom koje je posjetio Čile, Belize i afričke zemlje, William je upisao St Andrews University u Škotskoj, gdje je 2005. diplomirao geografiju.
Poslije godinu dana pristupio je Kraljevskoj vojnoj akademiji Sandhurst gdje je 2006. godine stekao čin drugog poručnika konjaništva. Iste godine, kraljica Elizabeta II. imenovala ga je zapovjednikom Kraljevske mornarice za Škotsku i zapovjednikom za podmornice.
Dana 20. travnja 2008., na dan sv. Jurja, primio je počasno priznanje Reda podvezice.
U siječnu 2010., završio je obuku za pilota spasilačke službe u kraljevskom ratnom zrakoplovstvu (RAF).
Dana 22. srpnja 2013. vojvodi Williamu i vojvotkinji Catherine rodio se sin princ George, treći u redu nasljeđivanja britanskog prijestolja.
Dana 9. rujna 2022. njegov otac, kralj Karlo III. proglasio ga je princom od Walesa.

## Titule
Od rođenja do dana vjenčanja, William je bio poznat kao princ William Velški, a na dan vjenčanja dodijeljen mu je naslov vojvode od Cambridgea, grofa od Strathearna i baruna Carrickfergusa. 
Smrću kraljice Elizabete 9. rujna 2022. automatski je dobio titule princ od Walesa te vojvode od Cornwalla i Rothesaya.